# Biła (kompleks skoczni)
Kompleks skoczni narciarskich Biła – kompleks nieczynnych dwóch skoczni narciarskich w dolinie Biłej w Szczyrku, w Beskidzie Śląskim:
- skocznia średnia z punktem konstrukcyjnym K50;
- skocznia mała z K33.

Skocznię wybudowano w latach 1946-1947 z inicjatywy klubu sportowego "Szczyrk". Zasłynęła z tego, że na niej w 1948 r. po raz pierwszy w Polsce odbywano skoki latem, pokrywając rozbieg i zeskok słomą. Wielokrotnie później przebudowywana i powiększana, w 1963 r. została pokryta igelitem, co pozwalało skoczkom narciarskim na całoroczny trening. Pozostawała w gestii Centralnego Ośrodka Sportu w Szczyrku. Organizowane były na nich dość często konkursy dla młodych skoczków, takie jak Lotos Cup czy Nadzieje Beskidzkie.
Obiekty leżały tuż przy drodze, która bezpośrednio przecinała ich zeskok. Dlatego skakanie było tu możliwe tylko po zamknięciu drogi dla ruchu i pokryciu asfaltu warstwą trocin (latem) lub śniegu. Pod koniec 2009 r. obiekt zamknięto i poddano rozbiórce. Obecnie wszelkiego rodzaju konkursy w skokach narciarskich oraz treningi odbywają się na kompleksie skoczni narciarskich Skalite, natomiast niedaleko znajdowała się mniejsza skocznia Antoś (zlikwidowana w 2012 r.).